# August Wilhelm Trabandt
Hermann August Wilhelm Trabandt (Berlijn, 21 juli 1891 - Ahrensburg, 19 mei 1968) was een Duitse officier en een SS-Brigadeführer (brigadegeneraal) en Generalmajor in de Waffen-SS tijdens de Tweede Wereldoorlog. Hij ontwierp het sleutelembleem wat de "Leibstandarte" als insigne van de eenheid gebruikte.

## Leven
Op 21 juli 1891 werd August Trabandt geboren in Berlijn. Hij was de zoon van een reserveofficier en verkoper (Yerger vermeldt: grondbeheerder) Wilhelm Trabandt (13 februari 1864 Wenershof - 1932) en zijn vrouw Minna Trabandt (geboortenaam Heim), (21 maart 1871 Berlijn). Trabandt ging naar het gymnasium in Berlin-Charlottenburg, en behaalde daar zijn abitur. In 1913 ging hij als Fahnenjunker in dienst van het Pruisische leger, en werd geplaatst in het Lauenburgische Jäger-Bataillon Nr. 9. 

### Eerste Wereldoorlog
Na zijn militaire opleiding aan de militaire academie in Hannover, werd Trabandt als Fähnrich (vaandrig) met het Lauenburgische Jäger-Bataillon Nr. 9 naar het Westfront gestuurd. Op 10 augustus 1917 werd hij bevorderd tot Leutnant (tweede luitenant). Trabandt vocht in de Somme, Vlaanderen en Bulgarije. In Bulgarije werd hij na zijn derde verwonding krijgsgevangen gemaakt. Na zijn terugkeer uit krijgsgevangenschap, werd hij benoemd tot commandant van de 1e compagnie in het Lauenburgische Jäger-Bataillon Nr. 9. Vanaf 1918 tot 1919 diende Trabandt in het vrijkorps "von Diebitsch" in het Balticum. Hij was belast met de grenscontrole in Wit Rusland.
In 1919 trouwde Trabandt met Lilly Trabandt (geboortenaam Ihnen), (19 maart 1899 Hamburg). Het echtpaar kreeg twee dochters en twee zonen. Een van de zoons geboren in 1922, was tijdens de Tweede Wereldoorlog verkenningspiloot in de Luftwaffe.

### Interbellum
In maart 1920 nam Trabandt deel aan de Kapp-putsch, hiervoor werd hij door het hoogste gerechtshof veroordeeld voor hoogverraad. Hem werd enige tijd later amnestie verleend. Op 1 oktober 1920 trad Trabandt weer toe tot het leger en werd na diverse opleidingen benoemd tot commandant van de 3e compagnie in het 6e Infanterieregiment. Hij was regimentskameraad van de latere SS-Obergruppenführer Matthias Kleinheisterkamp en de Generalmajor Kurt Münchau. In 1933 werd hij lid van de Stahlhelm en de Sturmabteilung. In de SA diende hij bij het trainingscommando aan de SA-school in Mölln. Aansluitend was Trabandt Bezirksgruppenführer (vrije vertaling: districtsgroepsleider) van de Bezirksgruppe III/4 (Mecklenburg) in de Reichsluftschutzbund. 
Op 31 december 1935 vroeg hij het lidmaatschap van de Schutzstaffel (SS) aan. Zijn voormalige chef Friedrich-Wilhelm Krüger schreef aan de chef van het SS-Personalamtes de SS-Oberführer Walter Schmitt:
Ich würde es dankbar begrüßen, wenn Trabandt in die SS übernommen würde.
Ik zou dankbaar zijn als Trabandt toegelaten werd tot de SS.
Op 7 mei 1936 volgt Trabandt zijn intrede in de SS-Verfügungstruppe en hij werd als SS-Hauptsturmführer (kapitein) ingeschaald. Aan het einde van 1936 volgde zijn benoeming tot commandant van de III. Sturmbann in de Leibstandarte-SS "Adolf Hitler". 
In 1939 volgde zijn voorstel voor de opname in de NSDAP. De Mecklenburgse gouwleider Friedrich Hildebrandt en de SS-Obergruppenführer Sepp Dietrich deden een goed woord voor deze SS-leider. De rijksleider Philipp Bouhler schreef aan de rijkspenningmeester der NSDAP Franz Xaver Schwarz:
Ich selbst würde es begrüßen, wenn diesem bewährten SS-Führer durch Aufnahme in die NSDAP und Zuteilung einer entsprechenden Mitgliedsnummer eine Anerkennung zuteil wird.
Ikzelf zou het toejuichen als deze bewezen SS-leider erkend zou worden door aanvaarding in de NSDAP en een passend lidmaatschapsnummer zou krijgen.
Aan het einde van 1939 volgde zijn definitieve opname in de NSDAP.

### Tweede Wereldoorlog

#### Weddenschap[12][11]
Tijdens de Slag om Frankrijk ging Trabandt een weddenschap aan met de SS-Hauptsturmführer Wünsche voor 1000 flessen Duitse champagne dat de Duitse troepen eerst Londen binnen zouden marcheren en pas daarna Parijs. Als gevolg van de verloren weddenschap gaf hij de administratief leider van zijn bataljon het bevel om de 1000 flessen Duitse champagne te bezorgen. Hierbij zijn ongeveer 750 flessen in beslag genomen bij een buitencafé in de buurt van Vichy. De overige 250 flessen koopt hij in een wijnbar in Saint-Etienne tegen een prijs van 1 RM per fles. Het geld werd voorgeschoten uit de marketentsterkas van het bataljon. De 1000 flessen werden in beslag genomen.
Himmler stelde een gerechtelijk onderzoek in tegen Trabandt. Hij werd van zijn commando ontheven en naar het Ergänzungsamt der Waffen-SS overgeplaatst. Er werd een aanklacht tegen Trabandt ingediend van plundering en heling. Het Obersten SS- und Polizeigericht (vrije vertaling: Hoogste SS- en politiegerecht) veroordeelde Trabandt tot negen maanden gevangenisstraf en ontslag uit de SS. Zijn ontslag uit de SS zou op 19 mei 1942 effectief worden, maar de tenuitvoerlegging van de straf werd tot het einde van de oorlog uitgesteld.
Sepp Dietrich pleitte voor Trabandt in een brief aan de RFSS. Himmler antwoordde: dat Trabandt Frontbewährung (vrije vertaling: frontgeschiktheid) en het behoud van zijn pensioen in het vooruitzicht gesteld werd.
Op 26 november 1942 werd Trabandt gedegradeerd tot SS-Hauptsturmführer (kapitein) en tot commandant van de Ukrainische Schutzmannschafts-Bataillons (Schuma) benoemd. Hij werd ingezet bij de HSSPF Centraal-Rusland tijdens de Bandenbekämpfung (bestrijding van het bendewezen). In februari 1943 volgde zijn benoeming tot commandant van het 8e SS-Infanterieregiment in de 1e SS-Infanteriebrigade. De brigade kreeg op 15 oktober 1943 een eervolle vermelding in het Wehrmachtsbericht. Hierna werd Trabandt tijdelijk in de Führerreserve van het SS-Führungshauptamt geplaatst, waarna hij met ingang van 18 oktober 1943 teruggeplaatst werd in de 1e SS-Infanteriebrigade. Onder zijn leiding kreeg de brigade weer een eervolle vermelding in het Wehrmachtsbericht. Op 25 januari 1944 werd de brigade uitgebreid met Hongaarse rekruten en werd omgevormd tot de 18. SS-Freiwilligen-Panzergrenadier-Division Horst Wessel. Zijn divisie nam met drie aanvalsgroepen actief deel aan het neerslaan van de Slowaakse Nationale Opstand. Trabandt voerde het commando over de divisie tot Georg Bochmann hem opvolgde. Hierna werd hij in weer in het Führerreserve van het SS-Führungshauptamt geplaatst. In februari 1945 werd hij met de waarneming van de functie belast als plaatsvervangend commandant van de SS-Panzer-Grenadier-Schule Kienschlag.  Tegelijk was hij opstellingscommandant van de Kampfgruppe "Böhmen-Mähren" (ook genoemd als "SS-Kampfgruppe Trabandt"). De kampfgruppe gaf zich over aan het Amerikaanse leger bij Linz in Oostenrijk. 
De Amerikanen leverde Trabandt aan de Russische autoriteiten uit. Daar bleef hij tot 1955 in krijgsgevangenschap.

## Na de oorlog
Na zijn terugkeer uit krijgsgevangenschap, kreeg hij geen pensioen. Daarom werkte Trabandt als ongeschoold arbeider bij Volkswagen. Later kreeg hij een pensioen vanwege zijn deelname aan de Eerste Wereldoorlog en de Reichswehr. Op 19 mei 1958 overleed Trabandt aan (acuut) hartfalen.

## Triviaal
Trabandt was een begenadigd schilder, dichter en klassiek pianist. Hij sprak vloeiend drie talen (Engels, Frans en Duits).

## Carrière
Trabandt bekleedde verschillende rangen in zowel de SS-Verfügungstruppe als Waffen-SS. De volgende tabel laat zien dat de bevorderingen niet synchroon liepen.
| Datums                                                                              | Pruisische leger                 | Reichswehr               | Sturmabteilung         | SS-Verfügungstruppe    | Waffen-SS                            |
| ----------------------------------------------------------------------------------- | -------------------------------- | ------------------------ | ---------------------- | ---------------------- | ------------------------------------ |
| 25 mei 1913                                                                         | Fahnenjunker (aspirant-officier) | —                        | —                      | —                      | —                                    |
| 25 augustus 1913                                                                    | Gefreiter                        | —                        | —                      | —                      | —                                    |
| 1 november 1913                                                                     | Oberjäger                        | —                        | —                      | —                      | —                                    |
| 27 januari 1914                                                                     | Fähnrich                         | —                        | —                      | —                      | —                                    |
| 10 augustus 1914                                                                    | Leutnant (zonder Patent)         | —                        | —                      | —                      | —                                    |
| 10 november 1914                                                                    | Patent verkregen                 | —                        | —                      | —                      | —                                    |
| 1922                                                                                | —                                | RDA van 10 november 1918 | —                      | —                      | —                                    |
| 10 april 1924 (met RDA van 1 mei 1925)                                              | —                                | Oberleutnant             | —                      | —                      | —                                    |
| 1 februari 1929                                                                     | —                                | Hauptmann                | —                      | —                      | —                                    |
| 1 november 1933                                                                     | —                                | —                        | SA-Mann                | —                      | —                                    |
| November 1933                                                                       | —                                | —                        | AW-SS-Standartenführer | —                      | —                                    |
| 7 mei 1936                                                                          | —                                | —                        | —                      | SS-Hauptsturmführer    | —                                    |
| 9 november 1936                                                                     | —                                | —                        | —                      | SS-Sturmbannführer     | —                                    |
| 20 april 1938                                                                       | —                                | —                        | —                      | SS-Obersturmbannführer | —                                    |
| 11 mei 1940                                                                         | —                                | —                        | —                      | —                      | SS-Standartenführer der Waffen-SS    |
| 25 november 1942 (bevoegdheid om het uniform van een SS-Hauptsturmführer te dragen) | —                                | —                        | —                      | —                      | SS-Hauptsturmführer                  |
| 15 september 1943 (met RDA van 9 november 1936)                                     | —                                | —                        | —                      | —                      | SS-Sturmbannführer der Waffen-SS     |
| 24 december 1943 (met ingang van 8 november 1943)                                   | —                                | —                        | —                      | —                      | SS-Obersturmbannführer der Waffen-SS |
| 24 december 1943 (met ingang van 9 november 1943)                                   | —                                | —                        | —                      | —                      | SS-Standartenführer der Waffen-SS    |
| 16 juli 1944 (met ingang van 1 juli 1944)                                           | —                                | —                        | —                      | —                      | SS-Oberführer der Waffen-SS          |
| 20 april 1945                                                                       | —                                | —                        | —                      | SS-Brigadeführer       | Generalmajor in de Waffen-SS         |

## Lidmaatschapsnummers
- NSDAP-nr.: 7 035 171[19] (lid geworden 12 augustus 1939[11][4])
- SS-nr.: 218 852[19] (lid geworden 7 mei 1936[20][4])

## Onderscheidingen
Selectie:
- Ridderkruis van het IJzeren Kruis op 6 januari 1944 als SS-Standartenführer en Commandant van de 1. SS-Infanterie-Brigade (mot.)/Heeresgruppe Mitte[4][9][21]
- Duitse Kruis in goud op 22 oktober 1943 als SS-Sturmbannführer in het 8e SS-Infanterieregiment (gemotoriseerd)[21][13]
- Gewondeninsigne 1939 in goud[4][9][1]
- Erebladgesp op 15 februari 1945[4][9] als SS-Oberführer der Waffen-SS en Commandant van de 18. SS-Freiwilligen-Panzergrenadier-Division Horst Wessel[21]